# دخلة شائعة
دخلة شائعة أو جَملانَة أو دخلة بيضاء الحنجرة (الاسم العلمي: Sylvia communis) (بالإنجليزية: Common Whitethroat)‏، هو طائر ينتمي إلى طيور الصادح (فصيلة: Sylviidae).